# Colonização neerlandesa da América
O processo de colonização neerlandesa da América começou com postos de comércio e plantações neerlandesas nas Américas, cujo estabelecimento precedeu as atividades de colonização bem mais conhecidas dos holandeses na Ásia. Enquanto o primeiro forte holandês na Ásia foi construído em 1600 (na atual Indonésia), os primeiros fortes e assentamentos no rio Essequibo na Guiana datam da década de 1590. A colonização real, com a colonização holandesa nas novas terras, não era tão comum como com outras nações europeias. Muitos dos assentamentos holandeses foram perdidos ou abandonados até o final do século XVII, mas os Países Baixos conseguiram manter a posse do Suriname até a sua independência em 1975, bem como das Antilhas Neerlandesas, que permanecem no Reino dos Países Baixos até hoje.

## Antecedentes
Após a sua fundação a República Holandesa tornou-se uma potência marítima e econômica. Com sua liberdade religiosa a República Holandesa acolheu refugiados neerlandeses do sul, huguenotes e judeus sefarditas durante a Revolta Holandesa contra Felipe II da Espanha. Em 1621, os holandeses fundaram a Companhia Holandesa das Índias Ocidentais que recebeu dos Estados Gerais o monopólio do comércio holandês nas Américas. Com a ajuda dos imigrantes a Holanda começou a competir com a Espanha, Portugal, Inglaterra e a França em estabelecer colônias no continente americano.

## Colonização neerlandesa por região

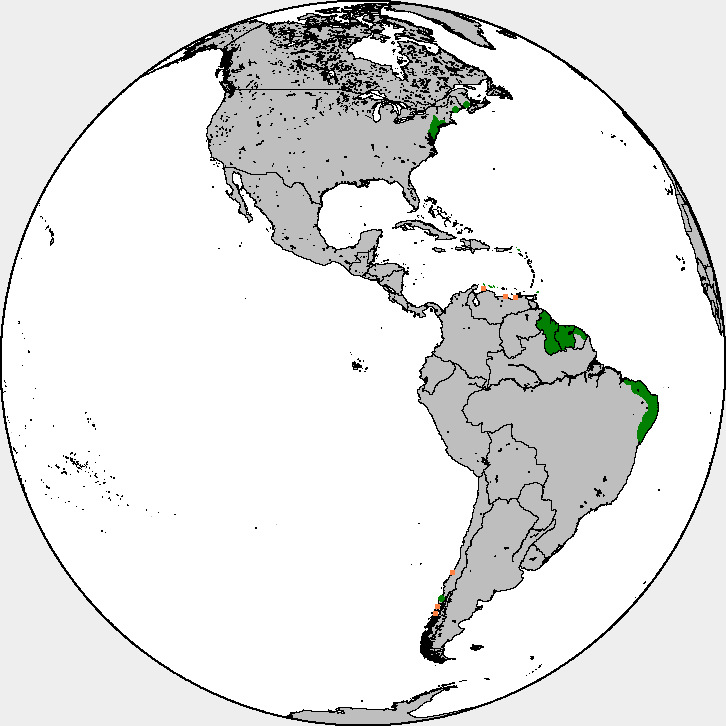
Mapa das colônias neerlandesas na América.

### América do Norte
A serviço da Companhia Holandesa das Índias Orientais o explorador inglês Henry Hudson partiu de Amsterdã com o navio Halve Maen e explorou a região em torno da atual cidade de Nova Iorque em 1609, descobrindo o rio Hudson que posteriormente foi batizado com seu nome.
Em 1614, Adriaen Block desenhou um mapa da região que ele nomeou de Novos Países Baixos. No mesmo ano, as quatro empresas comerciais neerlandesas, preocupadas com o impacto negativo de uma rivalidade entre elas, uniram-se e receberam dos Estados Gerais o monopólio do comércio de peles no território conquistado entre os paralelos de 40° e 45° durante o período de três anos.
Depois de tentativas fracassadas de colonização, a Companhia Holandesa das Índias Ocidentais (WIC) organizou um processo de colonização da região e em 1624 trinta familias neerlandesas estabeleceram-se na atual Manhattan, formando um povoado. Em 1626, Peter Minuit fundou o assentamento Nova Amsterdã após ter comprado a ilha de Manhattan dos índios. Em torno da Nova Amsterdã ele construiu o forte Amsterdã que deu origem ao assentamento. Após a conquista britãnica de Nova Amsterdã o assentamento foi renomeado Nova Iorque.

### Caribe
Antilhas Neerlandesas
Após a fundação da Nova Holanda e dos Novos Países Baixos os holandeses seguiram para o Caribe, onde conquistaram as ilhas caribenhas de Aruba, Bonaire, Curaçao, Saba, Santo Eustáquio e São Martinho. Durante as Guerras Napoleônicas os britânicos ocuparam o grupo de ilhas, porém eles devolveram as ilhas caribenhas tomadas dos neerlandeses depois da guerra. Em 1954, o grupo de ilhas passou a ser parte constituinte do Reino dos Países Baixos, sob o nome de Antilhas Neerlandesas. Aproximadamente cinquenta e seis anos depois, as Antilhas Neerlandesas foram apartadas.

### América do Sul
Nova Holanda
Desde o século XV, os neerlandeses desempenharam o papel de financiadores da indústria açucareira no Brasil Colonial e executavam a refinação do açúcar e a distribuição do produto na Europa. Com o estabelecimento da União Ibérica, a parceria comercial entre o Reino de Portugal e a República Holandesa chegou ao fim por causa do embargo econômico espanhol imposto à Holanda. Visando reestabelecer a participação da Holanda na economia açucareira no Brasil a República Holandesa enviou uma frota ao Brasil. Em 1624, a frota holandesa ocupou Salvador, então capital do Brasil Colônia. Um ano depois, o domíno holandês da capitania da Baía de Todos os Santos chegou ao fim.
Com a conquista da frota da prata espanhola em 1628, a Companhia Holandesa das Índias Ocidentais (WIC) possuía capital suficiente para patrocinar uma nova expedição ao Brasil. Em 1630, os holandeses conseguiram ocupar Olinda, então capital da capitania de Pernambuco, e o então povoado de pescadores Recife. Os territórios conquistados foram renomeados Nova Holanda pela WIC que em 1636 nomeou o conde Maurício de Nassau como governador-geral das possessões holandesas no Brasil. Ele expandiu o território da colônia Nova Holanda e fundou o assentamento Cidade Maurícia. Após a partida do conde Maurício de Nassau em 1644 a colônia entrou em declínio e chegou posteriormente ao fim. Porém, o desfecho do domínio holandês no Brasil deu-se com a firmação do Tratado da Haia em 1661.
Imigração neerlandesa no Brasil
Aproximadamente dois séculos depois, teve início a imigração de holandeses para o Brasil. Lá eles estabeleceram várias colônias, entre as quais Carambeí, Holambra e Não-Me-Toque. Os imgrantes holandeses e seus descendentes encontram-se, em sua maioria nos estados do Paraná, Rio Grande do Sul, Espírito Santo e São Paulo. As estimativas quanto ao número de holandeses que vivem no Brasil vão de dez a trinta mil.
Guiana Neerlandesa
Originalmente colonizada pelos britânicos, Suriname caiu sob o domínio dos neerlandeses em 1667. Após a conquista britânica da Nova Amsterdã foi firmado o Tratado de Breda. Esse tratado afirmou os direitos dos holandeses sob Suriname e dos ingleses sob os Novos Países Baixos. Suriname foi uma colônia holandesa até 1975, quando foi concedida a sua independência.